# Franz Hesse (Theologe)
Franz Hesse (* 11. Juni 1917 in Loga in Ostfriesland; † 25. Juli 2013 in Bad Essen) war ein deutscher evangelisch-reformierter Theologe und Hochschullehrer.

## Leben
Franz Hesse war der Sohn des evangelischen Theologen und Kirchenhistorikers Hermann Klugkist Hesse und dessen Ehefrau Gertrud Reimann (1886–1963).
Nach dem Umzug der Familie 1920 besuchte er seit 1923 die Volksschule und von 1927 bis 1936 Wilhelm-Dörpfeld-Gymnasium in Wuppertal-Elberfeld.
Er immatrikulierte sich 1936 zum Theologiestudium an der Kirchlichen Hochschule Wuppertal und setzte dieses an der Universität Marburg und der Universität Erlangen fort; am 8. März 1940 bestand er das Erste Theologische Examen in Erlangen.
Ab dem 15. März 1940 leistete er seinen Kriegsdienst in der Wehrmacht und geriet bei Cherbourg in US-amerikanische Kriegsgefangenschaft, aus der er am 22. September 1945 zurückkehrte. Im Kriegsgefangenenlager traf er, gemeinsam mit Hermann Höhn, auf die späteren Theologen wie Jörg Zink und Alex Funke, die dort einen theologischen Kursus eingerichtet hatten und studierte bei diesen während der Kriegsgefangenschaft weiter Theologie.
Ab 1946 war er Wissenschaftlicher Assistent an der Universität Erlangen, bevor er am 1. April 1947 Repetent für Alttestamentliche Exegese an der Universität in Erlangen wurde; er promovierte dort am 1. November 1949 zum Dr. theol.
Nach seiner Habilitation für Altes Testament am 28. April 1953 an der theologischen Fakultät der Universität Erlangen begann er als Privatdozent für Alttestamentliche Theologie. Er erhielt am 1. Oktober 1954 die Verwaltung einer Diätendozentur für Altes Testament an der Universität Marburg und wurde am 5. November dort Diätendozent. Im Sommersemester 1955 erhielt er den besoldeten Lehrauftrag für den Unterricht in Hebräischer Sprache.
Er wurde am 8. Dezember 1958 zum außerordentlichen Professor ernannt und war seit dem 16. Juli 1959 der Vertreter für das Fach Evangelische Theologie im Wissenschaftlichen Prüfungsamt für das Lehramt an Höheren Schulen.
Seine Berufung zum ordentlichen Professor für Alttestamentliche Theologie und Exegese an der Universität Münster erfolgte am 21. März 1960 und im Sommersemester desselben Jahres erhielt er gleichzeitig die Vertretung der außerordentlichen Professur für Altes Testament an der Universität Marburg.
Seit dem 23. Februar 1961 war er Mitglied des Prüfungsamtes der Evangelischen Kirche Westfalen und seit dem 27. April 1961 war er Mitglied des Wissenschaftlichen Prüfungsamtes Münster für die Fächer Evangelische Religionslehre und Hebräisch.
In der Zeit von 1961 bis 1970 war er Ephorus des Evangelischen Studienhauses Hermannstift in Münster und lehnte in dieser Zeit, am 15. Januar 1965, einen Ruf vom 10. August 1964 an die Universität Erlangen ab.
Er war ein langjähriger Direktor des Alttestamentlichen Seminars der Evangelisch-Theologischen Fakultät der Universität Münster.
1982 erfolgte seine Emeritierung.
Franz Hesse war seit 1946 mit Hanna Ruth Bohnen verheiratet, gemeinsam hatten sie fünf Kinder.
Er unterhielt einen umfangreichen Briefwechsel mit seinem Vater, der noch unveröffentlicht ist. Teile des Nachlasses seines Vaters liegen im Archiv des Verbandes evangelischer Kirchengemeinden in Wuppertal-Elberfeld.

## Ehrungen
Am 25. Juli 1960 ernannte ihn die Universität Erlangen zum Dr. theol. h. c.

## Schriften (Auswahl)
- Die Fürbitte im Alten Testament (Dissertation, 1951, vorgelegt am 1. November 1949).
- Das Verstockungsproblem im Alten Testament. Berlin Toepelmann 1955.
- Zur Frage der Wertung und der Geltung alttestamentlicher Texte. Erlangen Univ.-Bund 1959.
- Friedrich Heiler; Kurt Goldammer; Franz Hesse; Günter Lanczkowski; Käthe Neumann; Annemarie Schimmel: Die Religionen der Menschheit in Vergangenheit und Gegenwart. Stuttgart: Reclam-Verlag, 1962.
- Das Alte Testament als Buch der Kirche. Gütersloh, Gütersloher Verlagshaus 1966.
- Abschied von der Heilsgeschichte. Zurich: Theologischer Verlag, 1971.
- Hiob. Zürich 1978.